# Peruanska självständighetskriget
Peruanska självständighetskriget var en serie väpnade konflikter som inleddes 1811 och kulminerade med att José de San Martín utropade Perus självständighet från Spanien den 28 juli 1821. 

## Bakgrund
Under 1700-talet hade området motsvarande dagens Peru varit ett fäste för rojalister lojala med Spanien. Rojalisterna bekämpade förespråkarna för Latinamerikas självständighet i en lång rad konflikter.  En rad nya latinamerikanska stater frigjorde sig genom krig som Bolivianska självständighetskriget, Ecuadorianska självständighetskriget och Chilenska självständighetskriget. 
Det Peruanska självständighetskrigets historiska orsaker gick att spåra till upproret 1780-1781 av indianledaren Túpac Amaru II samt frånskiljandet av Övre Peru och Río de la Plata från Vicekungadömet  Peru. Vicekungadömet Perus bevarande stöttades av de så kallade Limaoligarkerna med stora egendomar som såg sina intressen hotade av folkuppror och var i konflikt med den nya köpmannaklassen som kommit att växa fram i bland annat Buenos Aires. Vicekungadömet Peru omfattade vid 1700-talets början stora delar av Sydamerika motsvarande dagens stater Peru, Bolivia, Ecuador, Chile, Paraguay, Argentina, Uruguay, Colombia och Venezuela. Vicekungadömet delades upp i tre där territorierna runt Río de la Plata bildade ett vicekungadöme och de nordligare delarna av Sydamerika avskiljdes som Vicekungadömet Nya Granada.

## Förlopp
Under tiden för Spanska självständighetskriget mot Napoleon och den franska kontrollen över Spanien, förlorade den spanska centralmakten greppet över sina kolonier i Amerika. Från 1811 och framåt lyckades separatister som Simón Bolívar befria olika områden. Vicekungadömet Peru leddes åren 1804-1816 av vicekungen José Fernando Abascal som var den spanska monarkin trogen och bekämpade frihetssträvanden. 1811 inleddes även ett väpnat uppror mot Vicekungadömets rojalistiska ledning där juntor etablerades i Övre Peru och i Río de la Plata och grep makten. Juntorna sände trupper mot Lima men slogs tillbaka. Flera lokala resningar följdes av perioder med relativt lugn. 
1820 hade Chile befriats och José de San Martín och Bolívar ledde sina styrkor mot Peru som var den sista kvarvarande delen av kontinentala Sydamerika som stod under rojalistisk kontroll. Kriget pågick i fyra år fram till det avgörande slaget vid Ayacucho då de rojalistiska styrkorna besegrades och Peru förklarades vara självständigt. Övre Peru avskiljdes i en egen republik som gavs namnet Bolivia efter Bolívar.